# Медей
Медей (рум. Mădei) — село у повіті Нямц в Румунії. Входить до складу комуни Борка.
Село розташоване на відстані 308 км на північ від Бухареста, 56 км на північний захід від П'ятра-Нямца, 138 км на захід від Ясс.

## Населення
За даними перепису населення 2002 року у селі проживали 916 осіб. Усі жителі села рідною мовою назвали румунську.
Національний склад населення села:
| Національність | Кількість осіб | Відсоток |
| -------------- | -------------- | -------- |
| румуни         | 898            | 98,0 %   |
| цигани         | 18             | 2,0 %    |